# Rachael Taylor (remera)
Rachael Taylor (Ballarat, 6 de mayo de 1976) es una deportista australiana que compitió en remo.
Participó en los Juegos Olímpicos de Sídney 2000, obteniendo una medalla de plata en la prueba de dos sin timonel. Ganó dos medallas en el Campeonato Mundial de Remo, en los años 1999 y 2002.

## Palmarés internacional
| Juegos Olímpicos   | Juegos Olímpicos        | Juegos Olímpicos  | Juegos Olímpicos |
| Año                | Lugar                   | Medalla           | Prueba           |
| ------------------ | ----------------------- | ----------------- | ---------------- |
| 2000               | Sídney (Australia)      | Medalla de plata  | Dos sin timonel  |
| Campeonato Mundial |                         |                   |                  |
| Año                | Lugar                   | Medalla           | Prueba           |
| 1999               | St. Catharines (Canadá) | Medalla de bronce | Dos sin timonel  |
| 2002               | Sevilla (España)        | Medalla de plata  | Ocho con timonel |